# Świbinki
Świbinki – wieś w Polsce położona w województwie lubuskim, w powiecie żarskim, w gminie Tuplice.
W latach 1975–1998 miejscowość administracyjnie należała do województwa zielonogórskiego.
W Świbinkach jest jedyny zachowany przystanek kolejowy z XIX wieku. 